# Cuena
Cuena es una localidad del municipio de Valdeolea (Cantabria, España).  La localidad se encuentra a 943 metros de altitud sobre el nivel del mar, y a 5 kilómetros de la capital municipal, Mataporquera. En el año 2024 contaba con una población de 15 habitantes (INE).
Aquí nació el ciclista Alberto Fernández Blanco.

## Paisaje y naturaleza
Cuena es el pueblo situado en el extremo meridional de Valdeolea. La entidad natural que destaca es un robledal en estado arbustivo que cubre las laderas del otero que protege a Cuena por su flanco norte y que vemos después extenderse a lo largo del trazado del ferrocarril de FEVE hasta cerca de Mercadillo y Cordovilla de Aguilar, ya en la provincia de Palencia.

## Patrimonio histórico
Son frecuentes en esta zona de Valdeolea los hallazgos de época romana. Muy cerca, por Mercadillo, asoman todavía restos de la calzada Pisoraca – Purtus Blendium; se descubrió también un hito terminal de la época del emperador Augusto del mismo tipo de los más de una veintena encontrados en distinto puntos de Valdeolea y Valdeprado del Río.
En tiempos de Repoblación, hacia el siglo X, tenemos muestras de un primer poblamiento en lo que hoy es Cuena a partir de un capitel mozárabe (Museo Diocesano de Santillana del Mar) que permanecía en la iglesia de Santa María. Su estilo se asemeja a algunos capiteles de las iglesias de Santiago de Peñalba (León) y de Santa María de Lebeña (Liébana, Cantabria).
En la iglesia, nada más queda de esa época. Es un edificio en el que se mezclan elementos de recuerdo románico o cisterciense del siglo XIII con otros del siglo XVI. De la primera fábrica se conserva la portada abocinada con arquivoltas apuntadas y canecillos cistercienses, la sacristía (antigua cabecera) y la espadaña del hastial que pasó a formar parte de la torre que se construyó en el XVI. En el interior, el retablo mayor, de estilo manierista, fue construido por dos artistas locales, Hernando Alonso Ortega y Domingo de Albarado, a finales del siglo XVI.